# ¿Dónde jugarán las niñas?
¿Dónde jugarán las niñas? es el primer álbum de estudio de la banda de rock Molotov, lanzado al mercado el 11 de marzo de 1997 por Universal Music Group. En su producción estuvo a cargo de Gustavo Santaolalla y Aníbal Kerpel, obtuvieron una nominación como «Mejor álbum de rock latino alternativo» en los premios Grammy Latino de 1998 y aunque fue un éxito internacional en ventas y críticas, también fue un disco muy controvertido por el contenido de sus letras y la imagen de su portada.

## Historia
Molotov era ya una banda conocida en los bares de la Ciudad de México cuando un representante de Universal los escuchó mientras abrían un concierto de Illya Kuryaki and the Valderramas y de ahí surgió la propuesta para grabar un disco. Así surge ¿Dónde jugarán las niñas? en julio de 1997, producido por Gustavo Santaolalla y Aníbal Kerpel. Su título es una parodia del disco ¿Dónde jugarán los niños? (1992) del grupo mexicano Maná, que a la vez tomó su nombre de la canción de Cat Stevens «Where do the children play» (1970). 
El álbum originó grandes polémicas desde su lanzamiento por el contenido de sus letras y por la imagen de su portada, que mostraba el cuerpo de una joven en uniforme escolar sentada en el asiento trasero de un automóvil con las pantaletas bajadas hasta las rodillas. Muchos establecimientos se negaron a vender el álbum por estos motivos; sin embargo, los integrantes de Molotov decidieron salir personalmente a vender sus discos en la calle; como ya eran conocidos, las ventas fueron un éxito y las tiendas se vieron obligadas a comercializarlo.
Dos de las canciones consideradas emblemáticas, fueron también las más controversiales. La letra de «Gimme The Power» criticaba duramente a los políticos del Partido Revolucionario Institucional, que en ese entonces estaba en el poder en México. Otra de ellas, denominada «Puto», fue considerada por algunos, como un insulto hacia la comunidad homosexual.
El disco obtuvo una nominación como «Mejor álbum de rock latino alternativo» en los premios Grammy Latino de 1998. Además de recibir una crítica favorable en la revista Rolling Stone, fue considerado como «uno de los mejores de 1998» por reconocidas publicaciones estadounidenses como The New York Times y Chicago Tribune. En octubre de ese año, Molotov participa en el Surco Fest Concert en Buenos Aires, Argentina, donde recibe un reconocimiento por vender más de 800 000 copias del álbum. Por esas fechas recibió también diversos discos de oro y platino en reconocimiento por sus ventas en España, Chile y Estados Unidos, así como en México, Argentina y Colombia.

## Lista de canciones
El álbum, cuya duración es de 44:38, está compuesto por 12 canciones.

| N.º | Título                                           | Escritor(es)                                  | Duración |  |
| 1.  | «Que No Te Haga Bobo Jacobo»                     | Micky Huidobro                                | 3:23     |  |
| 2.  | «Molotov Cocktail Party»                         | Randy Ebright                                 | 3:34     |  |
| 3.  | «Voto Latino»                                    | Tito Fuentes                                  | 2:58     |  |
| 4.  | «Chinga Tu Madre»                                | Micky Huidobro                                | 3:18     |  |
| 5.  | «Gimme Tha Power»                                | Micky Huidobro                                | 4:10     |  |
| 6.  | «Mátate Teté»                                    | Micky Huidobro                                | 4:31     |  |
| 7.  | «Más Vale Cholo»                                 | Tito Fuentes, Jay de la Cueva, Micky Huidobro | 4:45     |  |
| 8.  | «Use It Or Lose It»                              | Randy Ebright, Paco Ayala                     | 4:22     |  |
| 9.  | «Puto»                                           | Tito Fuentes                                  | 2:07     |  |
| 10. | «¿Por Qué No Te Haces Para Allá... Al Más Allá?» | Micky Huidobro                                | 4:47     |  |
| 11. | «Cerdo»                                          | Tito Fuentes                                  | 2:48     |  |
| 12. | «Quítate Que Ma'sturbas (Perra Arrabalera)»      | Micky Huidobro                                | 3:55     |  |